# Odyssey Engine
Pour les articles homonymes, voir Odyssey.
 (octobre 2019).
Si vous disposez d'ouvrages ou d'articles de référence ou si vous connaissez des sites web de qualité traitant du thème abordé ici, merci de compléter l'article en donnant les références utiles à sa vérifiabilité et en les liant à la section « Notes et références ».
Chronologie des versions
Aurora Engine Electron toolset (en)
L'Odyssey Engine est un moteur de jeu vidéo en 3D créé par la société BioWare. Il s'agit du troisième moteur développé par cette entreprise, après l'Infinity Engine et l'Aurora Engine, il constitue d'ailleurs une version améliorée de ce dernier. 
Il a été créé en 2000 pour la production du jeu vidéo de rôle Star Wars: Knights of the Old Republic ; puis il a été vendu au studio Obsidian Entertainment, qui a été chargé par LucasArts de développer sa suite directe, Star Wars: Knights of the Old Republic 2 - The Sith Lords. 
Les jeux suivants exploitent l'Odyssey Engine :
- Star Wars: Knights of the Old Republic
- Star Wars: Knights of the Old Republic 2 - The Sith Lords
- Jade Empire

Son successeur est l'Eclipse Engine, développé par BioWare pour Dragon Age: Origins.